# Otto zu Rantzau (Politiker)

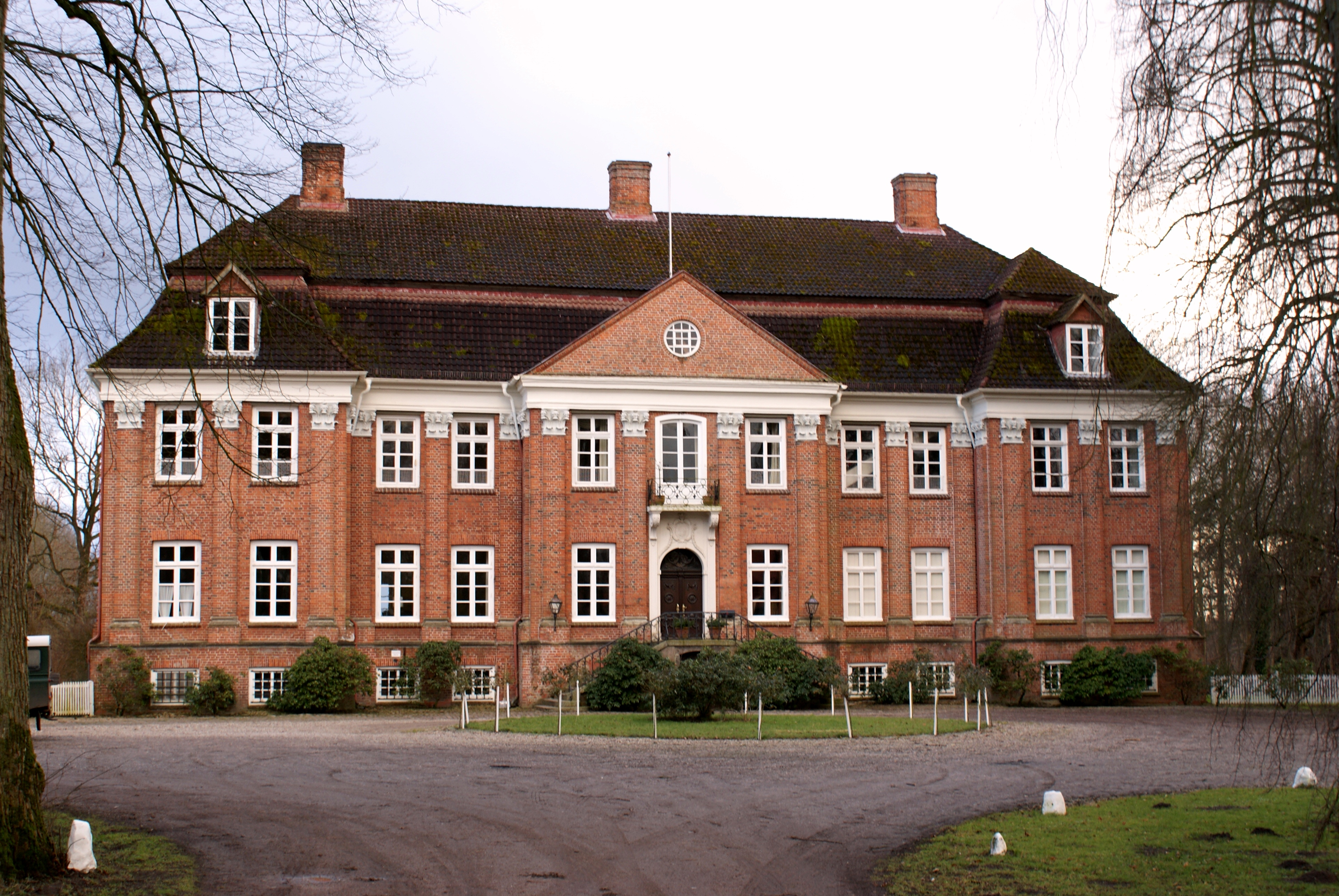
Das Herrenhaus auf Gut Pronstorf, Blick auf die Hoffassade

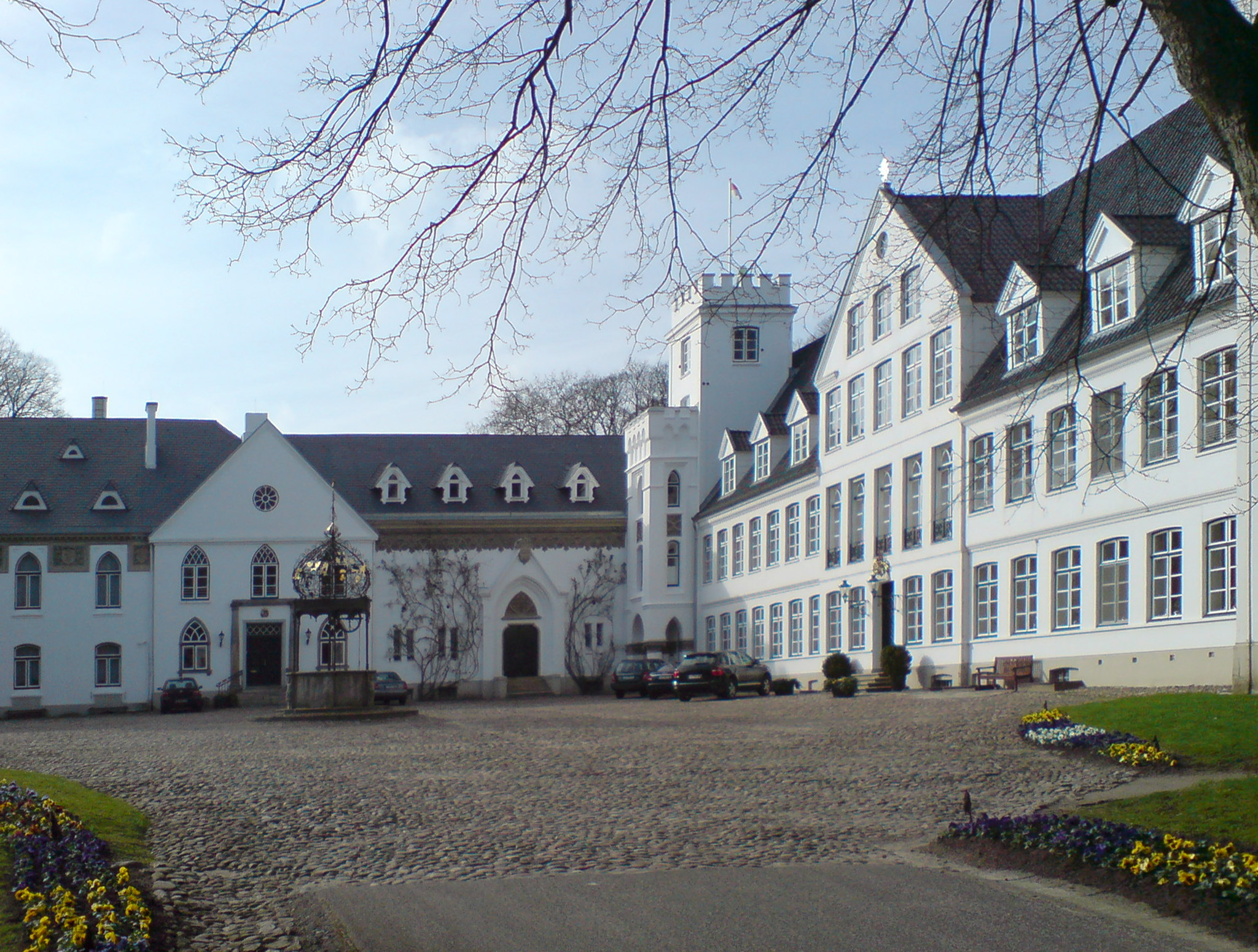
Der Hof von Schloss Breitenburg. Links der Westflügel, rechts der Nordflügel

Otto August Christian Karl Johann Wilhelm Graf zu Rantzau-Breitenburg (* 5. Juli 1835 in Heidelberg; † 23. Mai 1910 in Breitenburg) war ein deutscher Hofbeamter, Beamter im Auswärtigen Dienst, Rittergutsbesitzer und Parlamentarier.

## Leben
Otto Rantzau entstammte dem Haus Breitenburg des holsteinischen Uradelsgeschlechts (Equites Originarii) Rantzau und war der einzige Sohn von Kuno zu Rantzau-Breitenburg auf Gut Rohlstorf und seiner Frau Amalasuntha Bothmer (1810–1856).
Er besuchte das Katharineum zu Lübeck bis Ostern 1857 und studierte an der Ruprecht-Karls-Universität Heidelberg. 1857 wurde er Mitglied des Corps Guestphalia Heidelberg. Nach dem Studium wurde er Großherzoglicher Badischer Kammerherr und Legationsrat. 1872 wurde er durch Heirat Administrator vom Gut Pronstorf im Kreis Segeberg und später Fideikommissherr auf Schloss Breitenburg. In der Preußischen Armee erreichte er den Dienstgrad Oberleutnant.
Von 1894 bis 1898 saß er als Abgeordneter des Wahlkreises Schleswig-Holstein 15 (Segeberg) im Preußischen Abgeordnetenhaus. Er gehörte der Fraktion der Freikonservativen Partei an. Zudem war Mitglied des Provinziallandtags der Provinz Schleswig-Holstein.

## Familie
Otto heiratete am 7. Oktober 1872 auf Pronstorf Adelheid Luise geb. von Buchwaldt (* 22. Dezember 1847; † 25. März 1932). Das Paar hatte fünf Kinder, u. a.:
- Hans-Kaspar Graf zu Rantzau-Breitenburg (1876–1952).[3]
- Karl Ludwig (1881–1919)
- Otto Detlev (1883–1957)